# Ander Capa
Ander Capa Rodríguez, né le 8 février 1992 à Portugalete (Pays basque, Espagne), est un footballeur espagnol qui évolue au poste d'arrière ou d'ailier.

## Biographie
Il inscrit trois buts en première division espagnole lors de la saison 2014-2015, puis deux buts dans ce même championnat en 2015-2016.

## Palmarès
- Champion d'Espagne de D2 en 2014 avec le SD Eibar.
- Vainqueur de la Supercoupe d'Espagne en 2021 avec l'Athletic de Bilbao.